# Grand-Bailliage d'Alsace
1273–1789
(516 ans)
Entités précédentes :
- Duché de Souabe

Entités suivantes :
- Royaume de France (province d'Alsace)

Le Grand-Bailliage d'Alsace (en allemand : Reichslandvogtei im Elsass), également appelé Grand-Bailliage de Haguenau (Reichslandvogtei Hagenau) est un bailliage du Saint-Empire romain entre 1273 et 1648, puis du royaume de France jusqu'en 1789.
Créée par Rodolphe Ier du Saint-Empire en 1273, l'institution assure la liaison entre le souverain et les biens impériaux dans la plaine d'Alsace. Établi à Haguenau, un grand-bailli représente l'autorité impériale et doit veiller à la protection de la forêt de Haguenau (Hagenauer Reichswald), des villages d'Empire et des villes d'Empire de la région,. Charles IV donne à l'ensemble une unité administrative par la création en 1354 de la Décapole qui réunit les dix villes impériales sous la présidence du grand-bailli. À partir de 1504 les empereurs issus de la Maison de Habsbourg utilisent l'appellation « Grand-Bailliage d'Empire de Haguenau en Basse-Alsace » (en latin : praefectura imperialis Hagenoensis Alsatiae) pour faire la distinction avec leurs territoires héréditaires en Haute-Alsace.
Au terme de la guerre de Trente Ans, par les paragraphes 73 et 74 du traité de paix signé à Münster le 24 octobre 1648, l'empereur Ferdinand III, agissant tant en son nom que pour le Saint-Empire et la maison d'Autriche, cède le Grand-Bailliage à Louis XIV. L'institution continue d'exister sous l'appellation « Préfecture royale de Haguenau » et sous l'autorité du Roi de France jusqu'à la Révolution française et la fin de l'Ancien Régime en 1789.

## Histoire
Lors de son élection au trône du Saint-Empire en 1273, Rodolphe Ier créé le Grand-Bailliage pour administrer les états impériaux qui disposent de l'immédiateté impériale dans la plaine d'Alsace : il s'agit des villages, des villes et des terres qui relèvent directement de son autorité et n'appartiennent à aucun autre seigneur. Le nouveau souverain souhaite ainsi « retrouver, recenser et confisquer » tous les biens impériaux après la disparition de la dynastie des Hohenstaufen et l'instabilité politique du Grand Interrègne. L'objectif est de réaffirmer le pouvoir impérial et de contenir la convoitise du prince-évêque de Strasbourg et des autres seigneurs de la région sur ces territoires. L'administration est confiée à un bailli impérial (Reichslandvogt) résidant au château impérial de Haguenau. Rodolphe Ier confie cette charge à son neveu Othon III d’Ochsenstein en 1280. Celui-ci nomme et révoque les officiers impériaux du Grand-Bailliage, perçoit les contributions dues à l’Empire et prend la tête des contingents militaires dont le souverain a ordonné la levée.
Haguenau devient ainsi le chef-lieu administratif des biens impériaux en Alsace. Comme le grand-bailli y réside, Haguenau accueille la direction de la Décapole, la ligue formée par les dix villes impériales alsaciennes à partir de 1354. Le souverain du Saint-Empire a la possibilité de mettre en gage son domaine et ses biens, à savoir de les offrir à des seigneurs locaux en garantie d'une dette ou d'un soutien au sein de l'Empire. Le Grand-Bailliage dépend ainsi des comtes palatins du Rhin entre 1408 et 1504, puis entre 1530 et 1558. À cette date, l'empereur Ferdinand Ier réussit alors à réunir le Grand-Bailliage au pouvoir impérial.
Lorsque Léopold V d'Autriche-Tyrol décède en 1632, les troubles de la guerre de Trente Ans ne permettent pas à l'empereur de nommer un nouveau bailli impérial. Les traités de Westphalie de 1648 accordent l'institution au royaume de France.

## Composition
Le Grand-Bailliage comprend alors les dix villes impériales membres de la Décapole, à savoir Haguenau, Colmar, Sélestat, Mulhouse, Obernai, Rosheim, Wissembourg, Kaysersberg, Munster et Turckheim. Les trois dernières ainsi que leurs dépendances forment depuis 1330 le bailliage impérial de Kaysersberg (Reichsvogtei zu Kaysersberg), subordonné au Grand-Bailliage. À cela s'ajoutent Seltz, entre 1358 et 1418, ainsi que Landau à partir de 1521.
Le Grand-Bailliage comprend également la forêt de Haguenau et ses villages d'Empire désignés sous les noms de « Pflege der Stadt Haguenau » ou « Reichspflege ». Sont concernés les trente-cinq villages suivants : Batzendorf,, Bernolsheim,, Berstheim,, Bilwisheim,, Bitschhoffen,, Bossendorf,, Dangolsheim,, Eschbach,, Ettendorf,, Forstheim,, Grassendorf,, Gunstett,, Hegeney,, Hochstett,, Huttendorf,, Kindwiller,, Kriegsheim,, Kuttolsheim,, Lixhausen,, Mittelschaeffolsheim,, Mommenheim,, Morschwiller,, Mutzenhouse,, Niederschaeffolsheim,, Ringeldorf,, Rottelsheim,, Rumersheim,, Scherlenheim,, Soufflenheim,, Surbourg,, Uberach,, Wahlenheim,, La Walck,, Wingersheim, et Wintershouse,.
Jusqu'en 1632, l'institution comprend un autre village d'Empire : Hochfelden.
En 1648, le Grand-Bailliage comprend cinq autres villages d'Empire qui en sont détachés par la suite :
- Gebolsheim et Wittersheim[28] ;
- Keffendorf et Ohlungen[28] ;
- Minversheim que Louis XIV concède en fief à la famille de Wangen[27].

## Grands-baillis
Dès le 20 avril 1649, Louis XIV confie à Henri de Lorraine, comte d'Harcourt la charge d'administrer le Grand-Bailliage,, avant de confirmer sa nomination en 1651. En 1659, à la suite de la démission du comte d'Harcourt, le roi confie l'institution au cardinal Mazarin, à titre de charge temporaire,. À la suite de la démission de celui-ci en 1661, le roi la confère au duc de Mazarin,. Le 2 juillet 1679, le baron de Montclar remplace temporairement le duc de Mazarin. Celui-ci ne reprend sa charge de grand-bailli à la mort du baron de Montclar, le 8 avril 1690. À la mort du duc de Mazarin en 1713, la charge de grand-bailli passe, à titre de fief, à la maison de Châtillon,. Le fief passe ensuite à la maison de Choiseul,. À la mort du duc de Choiseul-Amboise le 8 mai 1785, le fief passe à son frère cadet, le maréchal-duc Jacques Philippe de Choiseul-Stainville,. Il le conserve jusqu'à sa mort le 2 juin 1789.